# Тулішув
Тулішув (пол. Tuliszów) — село в Польщі, у гміні Севеж Бендзинського повіту Сілезького воєводства.
Населення — 132 особи (2011).
У 1975-1998 роках село належало до Катовицького воєводства.

## Демографія
Демографічна структура станом на 31 березня 2011 року:
|          | Загалом | Допрацездатний вік | Працездатний вік | Постпрацездатний вік |
| -------- | ------- | ------------------ | ---------------- | -------------------- |
| Чоловіки | 62      | 11                 | 46               | 5                    |
| Жінки    | 70      | 9                  | 44               | 17                   |
| Разом    | 132     | 20                 | 90               | 22                   |